# 月ヶ谷城
月ヶ谷城（わちがやじょう）は、愛知県豊橋市嵩山町にあった戦国時代の日本の城（山城）。五本松城へ移転するまで、三河西郷氏の本城であった。

## 名の由来
城址は現在豊橋市内であるが、かつては八名（やな）郡嵩山村にあり、そして西側が月ヶ谷村であった。城址近くの月ヶ谷山萬福寺の寺紋が「輪違（輪がつながった形の紋所）」であることによると言う。

## 歴史
- 大永3年（1523年）：本坂通（姫街道）を押さえるため、三河国守護代にして三河国岡崎城初代城主の三河西郷氏の流れの西郷信員、正員が築城して一族の本城にする。
- 永禄4年（1561年）：正員の後継、当主正勝（第2代江戸幕府将軍徳川秀忠の生母西郷局（お愛）の祖父）は当月ヶ谷城を嫡男元正に譲り、当城の北方の山あいの地に五本松城を築城して三河西郷氏の本城を移転。
- 永禄5年（1562年）：今川義元が桶狭間の戦いで首級を奪われた後に徳川家康が自立し三河西郷氏も協調したため、今川氏真軍が挙兵。元正は討ち死にし、落城。

## 所在地
- 愛知県豊橋市嵩山町字山軍場
  - 豊橋市立石巻中学校の東で国道362号の北側の山。